# جيم شو (صحفي)
جيم شو (بالإنجليزية: Jim Shaw)‏ هو صحفي وسياسي أمريكي، ولد في 30 أكتوبر 1946 في إلميرا في الولايات المتحدة.